# دموکراتیزاسیون (مجله)
مجله دموکراتیزاسیون (به انگلیسی: Demokratizatsiya (journal))، (به روسی: Демократизация، تلفظ: IPA: [dʲɪməkrətʲɪˈzatsɨjə]، و democratization)، نام مجله‌ای علمی و تخصصی دربارهٔ تغییر است، که در سال ۱۹۹۲ به صورت فصل‌نامه در اواخر دورهٔ اتحاد جماهیر شوروی و دولت‌های پس از آن چاپ می‌شد و به بررسی تغییرات در اواخر دورهٔ اتحاد جماهیر شوروی یعنی از سال ۱۹۸۵ به این طرف می‌پرداخت. این مجله توسط شخصی بنام فردو آریاس‌کینگ (به انگلیسی: Fredo Arias-King) تأسیس شده بود.